# 高岳駅
高岳駅（たかおかえき）は、愛知県名古屋市東区東桜二丁目にある、名古屋市営地下鉄桜通線の駅である。駅番号はS06。

## 歴史
駅名の「高岳」は、住居表示実施前の旧町名である高岳町に由来する。高岳町はかつては「こうがくちょう」とも呼ばれており、これは尾張徳川家由来の寺院であり2013年（平成25年）時点で現存する高岳院からその名を取っている。かつての高岳町の中心は現在、国道41号（空港線）起点（国道19号（桜通）交点）である高岳交差点となっている（以上『なごやの町名』を主な参照文献として記述）。

### 年表
- 1989年（平成元年）9月10日：桜通線中村区役所（現・太閤通）駅 - 今池駅間開業に伴い開業[1]。
- 2011年（平成23年）4月9日：可動式ホーム柵使用開始[WEB 2]。

## 駅構造

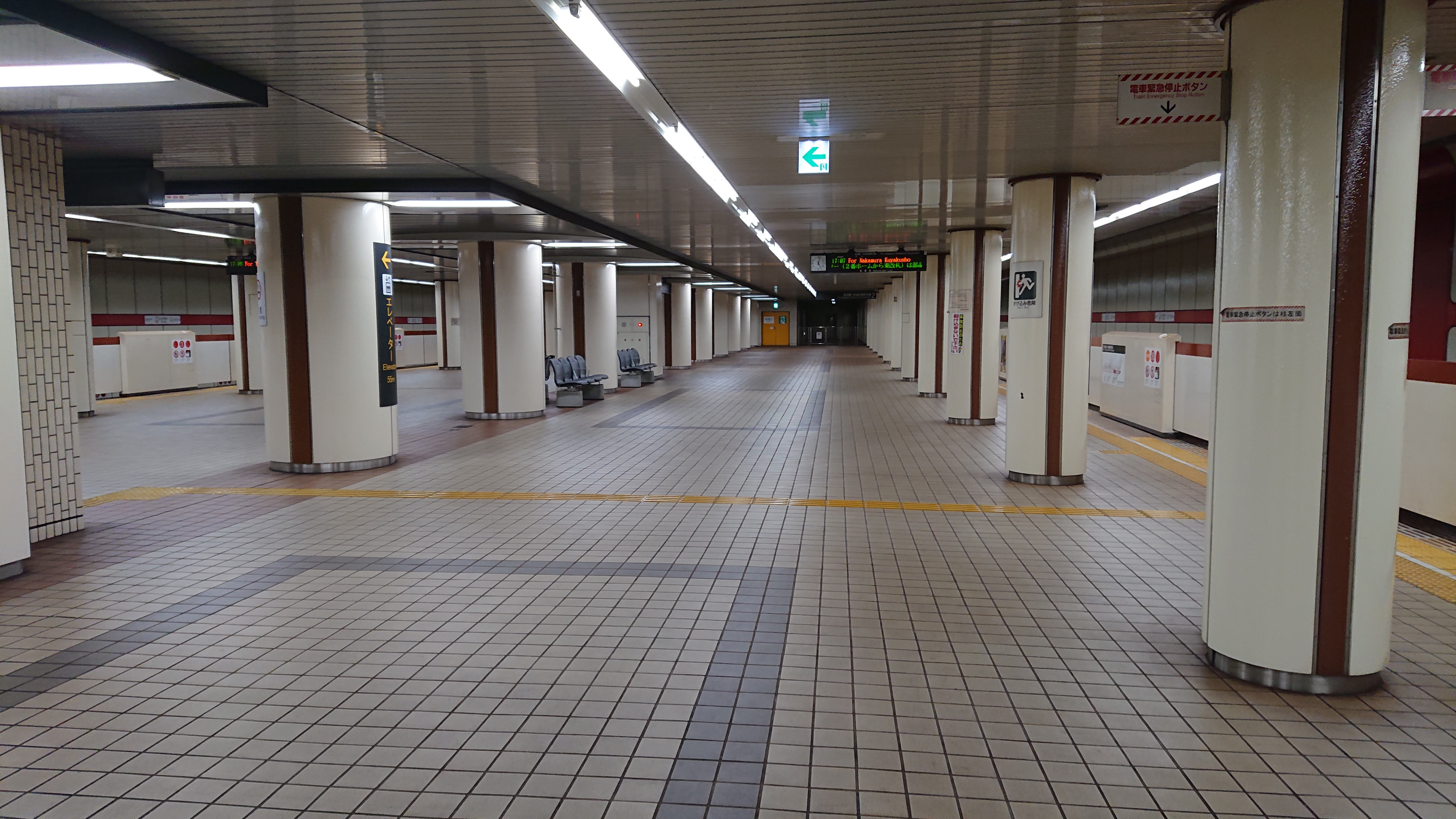
ホーム（2020年9月）

島式ホーム1面2線を有する地下駅で、可動式ホーム柵が設置されている。ホームは20m車8両編成まで対応している。平安通駅から当駅まで名古屋市営地下鉄上飯田線を延長し、その接続駅となる予定だったが、計画は中止されている。
上部に共同溝がある関係で、ホームの幅が非常に広いのが特徴。このホームの幅は18.9mあり、隣の久屋大通駅とともに名古屋市営地下鉄の駅の中では最も幅が広い。
当駅は、桜通線駅務区今池管区駅が管轄している。

### のりば
| ホーム | 路線   | 行先                   |
| ------ | ------ | ---------------------- |
| 1      | 桜通線 | 今池・新瑞橋・徳重方面 |
| 2      | 桜通線 | 名古屋・太閤通方面     |

## 利用状況
2019年（令和元年）度の一日平均乗車人員は9,387人であった。
桜通線単独駅では、桜山、徳重に次いで3番目。

## 駅周辺
当駅の真上は桜通（国道19号）である。当駅から見て北側に位置する地域は東区泉（真北に位置するのは二丁目）、南側に位置する地域が東区東桜（真南に位置するのは二丁目）となる。当駅は名古屋市の都心部に位置し、徒歩圏内に複数の地下鉄駅が存在する。また、桜通と交差する道路は空港線の通称があり、高岳交差点より北が国道41号（空港線）として、同交差点を起点とし、それより南は空港線（名古屋市道堀田高岳線）になる。
空港線を南に400mほど進むと歓楽街の東新町に行ける。東新町付近には名古屋市営地下鉄東山線が並行しているが駅が設置されていないため、当駅が最寄りとなる場所も少なくない。
反対に空港線を北へ500mほど進むと外堀通と交差する東片端に出る。1971年（昭和46年）までは空港線上を名古屋市電高岳線が通っており、東片端は交通の要衝になっていた。当駅周辺にも電停が設置されており、高岳町という名称であった。

### 主な施設
| - 名古屋市芸術創造センター - 東海テレビ・東海ラジオ本社・放送センター - 東海放送会館（テレピアホール） - 日刊工業新聞名古屋支社 - AOI名古屋病院（旧・名古屋逓信病院） - 名古屋市立東桜小学校 - 名古屋市立冨士中学校 | - 在名古屋中華人民共和国総領事館 - 名古屋高速都心環状線 - 中部電力本社 - 関西電力東海支社 - 第二富士ホテル - 横山美術館 - パラマウントベッド名古屋支店 |

### バス路線
最寄り停留所は、「高岳」である。以下の路線が乗り入れ、名古屋市交通局により運行されている。
- 幹栄1：栄行、如意住宅行、水分橋行
- 栄14：栄行、上飯田行
- 栄15：栄行、新守山駅行
- 黒川12：中切町行、博物館行
- 東巡回：大曽根行、茶屋ヶ坂行

## 隣の駅
名古屋市営地下鉄
 桜通線
久屋大通駅 (S05) - 高岳駅 (S06) - 車道駅 (S07)

#### WEB
1. ↑  “交通広告メディアガイド2021年版” (PDF).   名古屋市交通局. 2021年4月6日閲覧。
2. ↑  “地下鉄桜通線全駅に可動式ホーム柵を設置しました！”.   名古屋市交通局. 2011年11月1日時点のオリジナルよりアーカイブ。2023年1月31日閲覧。
3. ↑  “『1.1.CCBY(表示)のデータ 駅別乗車人員（令和元年度1日当たり）』”. 名古屋市交通局. 2021年4月6日閲覧。

#### 新聞
1. 1 2  「街が変わる　発車地下鉄桜通線（6）　高岳駅、地価上がり税金に悩む」『中日新聞』（中日新聞社）1989年9月18日、朝刊市民版14頁。2023年1月31日閲覧。

#### 書籍
1. 1 2  「私鉄年表」『私鉄車両編成表 90年版』ジェー・アール・アール、1990年10月1日、164頁。ISBN 4-88283-211-9。
2. ↑  名古屋市計画局 1992, p. 137.
3. ↑  名古屋市交通局総務部広報広聴室 2008.